# Василевка (Тульчинский район)
Василевка (укр. Василівка) — село на Украине, находится в Тульчинском районе Винницкой области.
Код КОАТУУ — 0524381202. Население по переписи 2001 года составляет 495 человек. Почтовый индекс — 23665. Телефонный код — 4335.
Занимает площадь 0,204 км².

## Адрес местного совета
23664, Винницкая область, Тульчинский р-н, с. Заозёрное, ул. Октябрьская, 34